# Wolle Kriwanek
Wolfgang Kriwanek (Stuttgart-Stammheim, 29 december 1949 - Backnang, 20 april 2003) was een Duitse blues- en rockzanger/muzikant uit Zwaben.

## Jeugd
Kriwanek werd geboren en groeide op in Stuttgart-Stammheim. In zijn jeugd begonnen zijn eerste muzikale ervaringen. Als zijn opwekkingservaring telt een midden jaren 1960 op de televisie uitgezonden concert van Mahalia Jackson, dat hij later beschreef in de song Sing Hallelujah. Kriwanek verbond als een van de eerste Duitse muzikanten blues en rockmuziek met dialect in het algemeen en in het bijzonder in het zwaabs. Hij nam al tijdens de jaren 1960 deel aan talenten-evenementen, maar had echter pas in de loop van de jaren 1970 muzikaal succes, toen Duitstalige rockmuziek zich begon te ontwikkelen.

## Opleiding
In 1969 haalde hij zijn diploma aan het economisch gymnasium in Stuttgart en studeerde vervolgens tot 1972 Engels en geografie aan de Pädagogische Hochschule in Ludwigsburg. Van 1972 tot 1974 onderwees hij aan de Sonderschule für Lernbehinderte in Ditzingen om daarna van 1974 tot 1976 te studeren aan de Pädagogische Hochschule Reutlingen. Het tweede staatsexamen legde hij af in de periode van 1976 tot 1980 aan de Metter-Schule voor moeilijk lerende kinderen in Bietigheim-Bissingen. Daarna volgden wegens het succesvolle verloop van zijn muzikale carrière enkele jaren als beroepsmuzikant. 
Midden jaren 1980 keerde Kriwanek terug in zijn oorspronkelijke beroep als onderwijzer in Backnang. Sinds 1986 werkte hij aan de Bodenwaldschule van de Paulinenpflege Winnenden, een speciale school voor opvoedingshulp in Winnenden.
Hij was jaren jurylid bij het talenten-festival in het kader van het straatfeest in Backnang en schreef tijden de jaren 1990 in de landelijke krant Sonntag Aktuell een column over getalenteerde muzikanten. In 1996 werd hij eerste voorzitter van de rockstichting Baden-Württemberg met als zetel Baden-Baden. Uit dit initiatief ontstond in 2003 de Popakademie Baden-Württemberg in Mannheim, Duitslands eerste hogeschool, waaraan artiesten en muziekmanagers een wetenschappelijk bepaalde studie konden beleggen.

## Muzikale carrière
Zijn eerste pogingen eind jaren 1960 om met Zwaabse teksten blues te zingen, werden door de Stuttgarter radiozender SDR nog verregaand genegeerd. Kriwaneks eerste succes was zijn overwinning in 1971 tijdens het schlagerconcours tijdens het Backnanger straatfeest met de song Sunny. In 1975 effende zowel zijn overwinning bij het SDR-concours "Bester Liedermacher von Baden-Württemberg" als ook het succes van de Duitstalige rockmuziek van Udo Lindenberg de Zwaab de weg in de massamedia, bij benadering met een optreden bij de ZDF-Drehscheibe, waar hij zijn nummer Lila Tilla, een door een ragtime-piano vermakelijk spotlied over de kleurrijke voorkeuren van een dame, weliswaar gezongen in het hoogduits.
Kriwanek verbond in meerdere nummers Zwaabse teksten met Engelse uitdrukkingen op dubbelzinnige wijze, zoals op de in 1976 verschenen single Badwanna Blues en ook op het latere nummer Reggae Di uff?.
Kriwaneks carrière werd sinds 1975 gekenmerkt door de samenwerking met Paul Vincent, die bijna alle songs samen met Kriwanek schreef en diens Zwaabse zang ondersteunde met de steelgitaar. Eind jaren 1970 tot begin jaren 1980 brachten beiden meerdere lp's uit, meestal als Wolle Kriwanek en Schulz Bros. Toentertijd ontstond de song Stroßaboh, een muzikale heksenjacht op de laatste tram lijn 5, die op deze avond echter zonder de zanger vertrekt. In een Engelse versie bereikt de song de verkoophitlijst van het Verenigd Koninkrijk (#10).
Een ironisch commentaar op de toenmalige space-boom, die onder andere tot uitdrukking kwam in de boeken van Erich von Däniken en in de film Unheimliche Begegnung der dritten Art en het zelfbewustzijn van de Zwaben bevatte Kriwaneks song UFO (1977). Hij verwerkte ook motieven uit het volksbezit, waaronder de wintersongs Draußa em Wald, Es schneielet en En meiner Stuaba, waarvan hij Zwaabse bluesrock-versies inspeelde en het van een kinderaftelrijm geïnspireerde Enne Dubbe Denne.
Kriwaneks teksten behandelden meestal de leefwereld van eenvoudige mensen en beschreven daarbij ironisch de dromen van gewone burgers, zoals de kantoorbediende, die in de song Babylon over een leven als farao fantaseert met grenzeloze rijkdom en macht, de bankbediende, die zich in de song Easy Rider tijdens het tellen van geld laat afleiden door de droom van een Harley-Davidson of de arrogante rijder van een Mercedes 500SE, die zich in de zogenoemde PS-wals I fahr Daimler uiteindelijk slechts ontpopt als chauffeur. Begin jaren 1980 was Kriwanek dikwijls te gast bij Südwest 3, onder andere bij een optreden samen met Caterina Valente.
Ook nadat hij midden jaren 1980 weer was teruggekeerd in het onderwijs, trad hij verder op als muzikant. Tot de Wolle Kriwanek Band telden toentertijd naast Kriwanek en de langjarige medestrijder Paul Vincent nog Mick Brehmen (basgitaar), Dieter Stümpfl (drums) en Uli Eisner (mengpaneel). Deze band trad sinds Kriwaneks overlijden verder op onder de naam Vincent Rocks.
Voor meerdere sportieve aangelegenheden had Kriwanek de muziek bijgestuurd, waaronder het nummer Ready, Steady, Go! voor de Europese atletiekkampioenschappen 1986 in Stuttgart, een song voor de Silver Arrows van Mercedes in de Formule 1 en het nummer Stuttgart kommt! voor de VfB Stuttgart. Zijn laatste werk was een song voor de Duitse kandidatuur van Stuttgart voor de Olympische Zomerspelen 2012.

## Privéleven en overlijden
Wolle Kriwanek was getrouwd en had een zoon. Hij overleed onverwachts in april 2003 op 54-jarige leeftijd aan een slagaderlijke breuk, die was terug te voeren aan een aangeboren hartaderzwakte, die tijdens zijn leven onopgemerkt bleef.

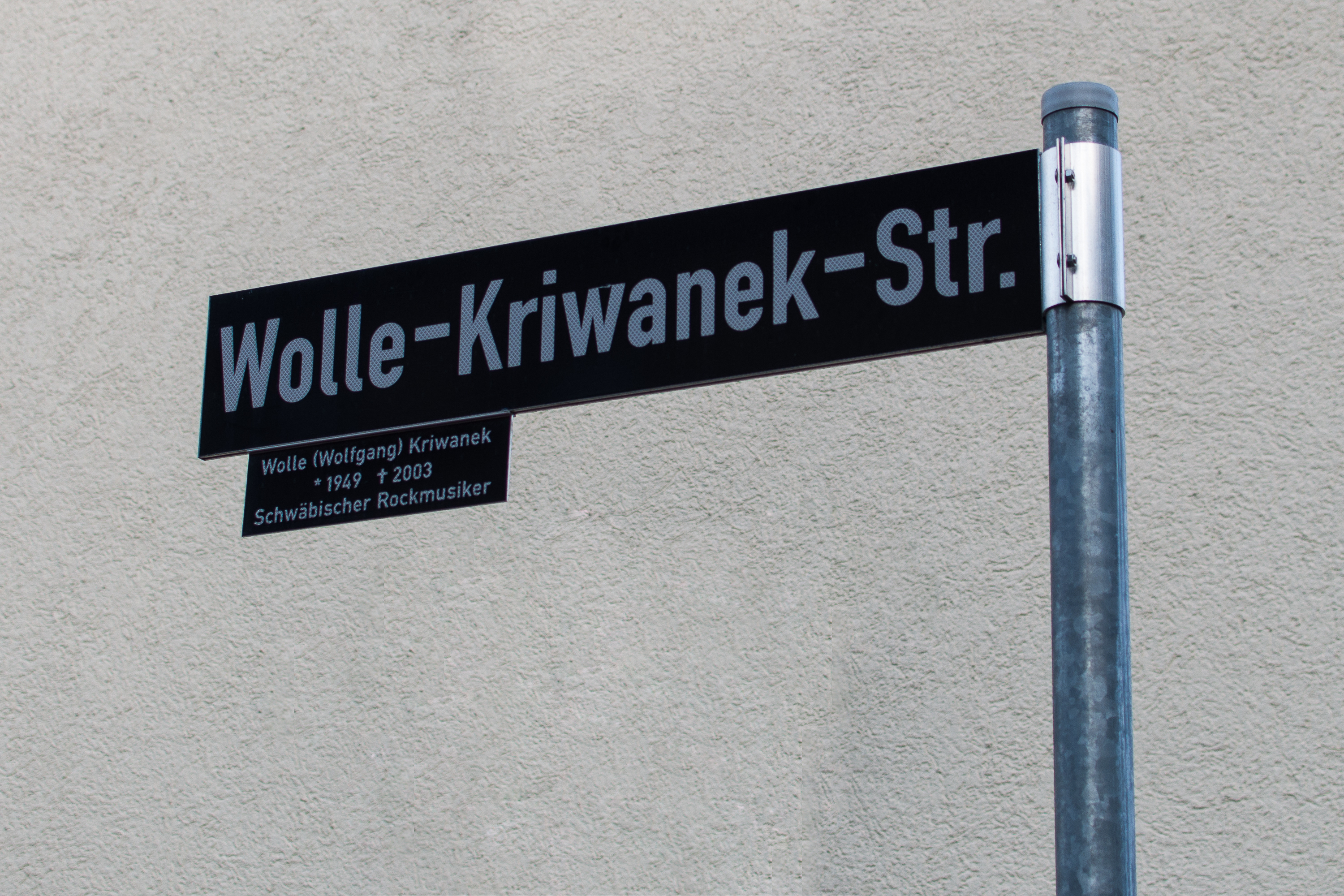

Op 18 mei 2009 werd in Stuttgart-Stammheim de Wissmannstraße, waar Wolle Kriwanek opgroeide, te zijner ere omgedoopt in Wolle-Kriwanek-Straße.

## Onderscheidingen
- 1967: Tweede prijs bij het SDR-Nachwuchs-toernooi – Beste Amateurband von Baden-Württemberg
- 1971: Eerste prijs bij de zangwedstrijd tijdens het Backnanger Straßenfest
- 1975: Eerste prijs bij het SDR-toernooi – Bester Liedermacher von Baden-Württemberg
- 2000: De Regionaut (nu: Hans Peter Stihl-prijs) 2000 van het Forum Region Stuttgart

## Discografie

### Singles
- 1976: Badwanna Blues / Denn I Mog Di (Polydor)
- 1977: Lila Tilla / Mei Frau, der Drache (Polydor)
- 1980: Die Stroßaboh / UFO (Philips/Phonogram)
- 1980: Babylon / Enne denne dubbe denne (Philips/Phonogram)
- 1982: I bin für die bloß der Neger / Hey Joe (Vertigo/Phonogram)
- 1983: Frauen in Uniform / Komm vorbei (Ariola)
- 1984: Easy Rider / Außer Betrieb (Ariola)
- 1986: Ready Steady Go (onder de projektnaam Take Off, titelsong van de Europese atletiek-kampioenschappen) (Teldec)
- 1995: Gib deim Herz'n Stoß (Bell Records)
- 1995: Die große Flut (Bell Records)
- 1996: Stuttgart kommt (Bell Records)
- 1998: Silver Arrow (onder de projektnaam Grip) (Intercord)
- 2003: Olympia - Ich hab einen Traum (Bell Records)
- 2003: Gib deim Herz'n Stoß (Bell Records)

### Albums
- 1977: Kopf oder Zahl (Polydor)
- 1977: Schwäbische Trilogie (Polydor)
- 1980: Wolle Kriwanek & Schulz Bros. (Phonogram)
- 1981: Let's fetz (Phonogram)
- 1982: Kriwanek & Vincent (Phonogram)
- 1983: Außer Betrieb (Ariola)
- 1984: Schwabenrock (Best of …) (Phonogram)
- 1988: So und nicht anders (Bellaphon)
- 1992: Hot Wollé (Bell Records)
- 1993: Bescht of… live (Bell Records)
- 1995: Gute Unterhaltung (Bell Records)
- 2002: Zucker & Salz (Bell Records)
- 2003: Spätlese (Bell Records)
- 2003: Schwabenrock pur - Das Beste aus 28 Jahren (Pappschuber met de vijf originele albums sinds 1992; Bell Records)

- Gemeinsame Normdatei: 124397638
- International Standard Name Identifier: 0000 0000 1448 5855
- MusicBrainz: ec9aa607-ec36-4b2c-b813-8dca9b90b1a4
- Virtual International Authority File: 60015468
- WorldCat: E39PBJqqk999bxvtjvRQDFDcyd